# هومبيرتو كاسترو
هومبيرتو كاسترو هو رسام كوبي، ولد في 9 يوليو 1957 في هافانا في كوبا.